# Phytobia longipes
Phytobia longipes este o specie de muște din genul Phytobia, familia Agromyzidae, descrisă de Mitsuhiro Sasakawa în anul 1988. Conform Catalogue of Life specia Phytobia longipes nu are subspecii cunoscute.